# Karapcziw (rejon czerniowiecki)
Karapcziw (ukr. Карапчів) – wieś na Ukrainie, w obwodzie czerniowieckim, w rejonie czerniowieckim, w hromadzie Karapcziw, nad Seretem. W 2001 roku liczyła 2092 mieszkańców.
Znajduje się tu stacja kolejowa Karapcziw.

## Historia
Miejscowość istnieje od XV a pierwsza wzmianka o niej w formie Карапчіул (Karapčiul) pochodzi z hramoty z 1573 roku. W XVIII wieku wieś znacznie się rozrosła dzięki napływowi imigrantów z Siedmiogrodu. W czasach radzieckich we wsi znajdował się kołchoz im. Kirowa.